# Jaime Roos

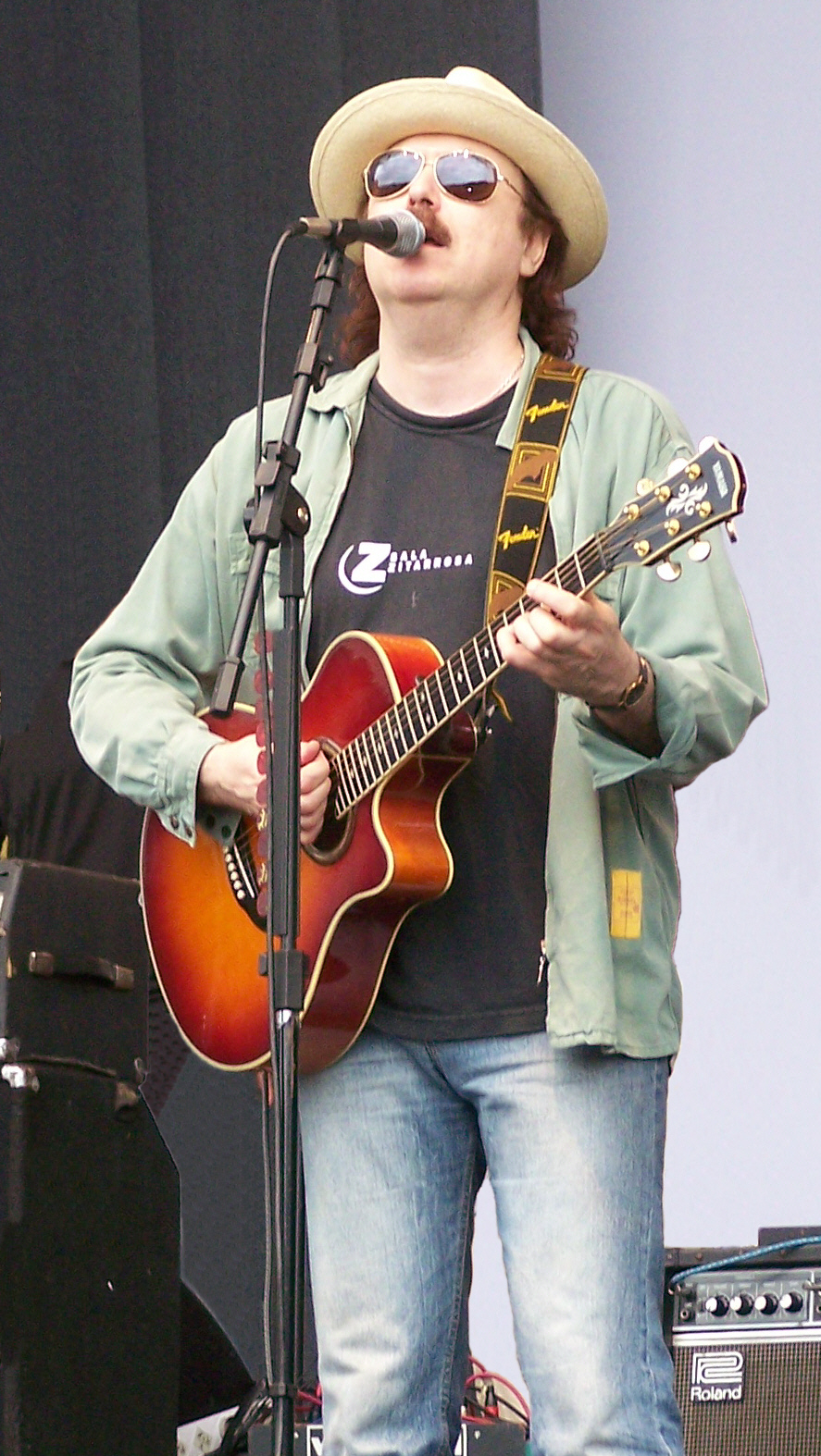
Jaime Roos.

Músico e compositor uruguaio, natural de Montevidéu (1953- ). Nasceu no bairro Sur, em um apartamento da rua Convención, a alguns metros da rua Durazno - esquina esta imortalizada em um de seus maiores sucessos. Roos é descendente de franceses e alemães. Seu avô paterno emigrou da Alemanha no final do século XIX.
Faz uma música extremamente original, combinando quatro elementos básicos: rock, candombe, murga e milonga.

## Discografia
- Candombre del 31 (1977)
- Aquéllo (1981)
- Siempre son las 4 (1982)
- Nunca, nunca (cassette simples, 1983)
- Mediocampo (1984)
- Mujer de sal junto a un hombre vuelto carbón (Jaime Roos e Estela Magnone, 1985)
- Brindis por Pierrot (1985)
- 7 y 3 (1986)
- Sur (1987)
- Esta noche (ao vivo em "La Barraca", 1989)
- Estamos rodeados (1991)
- Cuando juega Uruguay (1992)
- La margarita (textos de Mauricio Rosencof, 1994)
- El puente (1995)
- Si me voy antes que vos (1996)
- Concierto aniversario (ao vivo no Teatro Solís, 1998)
- Contraseña (2000)
- Candombe, Murga y Rockanroll (2002]
- Serie de Oro: Grandes Exitos (2005)
- Fuera de Ambiente (2006)
- Hermano te Estoy Hablando (2009)